# Josef Danhauser
Joseph Danhauser Ulrich (Vienna, 19 agosto 1805 – Vienna, 4 maggio 1845) è stato un pittore austriaco.
Fu uno dei maggiori rappresentanti, con Ferdinand Georg Waldmüller, Peter Fendi e altri, del periodo Biedermeier. Affrescò il duomo di Santo Stefano di Vienna con il dipinto Maria che intercede per le anime derelitte e si distinse anche nel suo lavoro per la pittura di genere. Fece anche un ritratto di un morente Ludwig van Beethoven, nel 1827.
Le sue opere, non molto apprezzate dai suoi contemporanei, vertevano su temi moralizzatori e richiamavano quelle di William Hogarth.